# Сушки
Су́шки — хлебный продукт пониженной влажности в форме небольших обварных колец, характерны для белорусской, польской, русской и украинской кулинарных традиций; разновидность бараночных изделий. Одна из наиболее распространённых закусок к чаю у восточных славян.
Ингредиентами для теста выступают мука (как правило, пшеничная), яйцо, соль и вода, а также вкусовые добавки в зависимости от рецептуры. После приготовления теста его нарезают на тонкие полоски (толщиной не более половины сантиметра), скручивают в кольцо и опускают в кипяток. Через 4-5 минут изделия всплывают на поверхность, их вынимают из кипятка и затем помещают запекаться в духовку.
Раньше сушки обычно продавались нанизанными на шпагат, однако в настоящее время практически везде продаются запакованными в пакеты. До 1950 года разделка бараночных изделий осуществлялась вручную, позднее был внедрён автомат для формования баранок.
Изделия сушатся в процессе запекания, при этом сушки высушиваются сильнее, нежели родственные им баранки и бублики: содержание воды в готовых баранках в зависимости от сорта составляет 14—17 %, в сушках — 8,5—12 %.
Диаметр сушки обычно составляет от 4 до 12 см (баранки обычно крупнее сушек). При приготовлении в сушки часто добавляют мак или кунжут, реже — ваниль или ореховую муку.